# Ozeriany (obwód żytomierski)
Ozeriany (ukr. Озеряни) – wieś na Ukrainie, w obwodzie żytomierskim, w rejonie olewskim. W 2001 roku liczyła 341 mieszkańców.